# Pertti Karppinen
Pertti Johannes Karppinen (ur. 17 lutego 1953 w Vehmaa) – fiński wioślarz, trzykrotny złoty medalista olimpijski i wielokrotny medalista mistrzostw świata.

## Kariera
Wystąpił na igrzyskach olimpijskich w Montrealu w 1976, zwyciężając w jedynkach. W finale o 2,64 sekundy wyprzedził Petera-Michaela Kolbe z RFN i o 9,00 sekund Joachima Dreifke z NRD. Został tym samym pierwszym w historii fińskim mistrzem olimpijskim w tej konkurencji. Na rozgrywanych cztery lata później igrzyskach olimpijskich w Moskwie obronił tytuł. Tym razem w wyścigu finałowym o 2,05 sekundy wyprzedził Wasilija Jakuszę z ZSRR i o 5,27 sekundy Petera Kerstena z NRD. W tej samej konkurencji zdobył kolejny złoty medal na igrzyskach olimpijskich w Los Angeles w 1984, pokonując w finale Petera-Michaela Kolbe o 1,95 sekundy i Kanadyjczyka Roberta Millsa o 10,14 sekundy. Brał też udział w igrzyskach olimpijskich w Seulu w 1988 i igrzyskach olimpijskich w Barcelonie cztery lata później, jednak nie awansował do finałów.
W jedynkach zdobywał również złote medale na mistrzostwach świata w Bledzie (1979) i mistrzostwach świata w Hazewinkel (1985), srebrne na mistrzostwach świata w Amsterdamie (1977) i mistrzostwach świata w Nottingham (1986) oraz brązowy na mistrzostwach świata w Kopenhadze (1987). Ponadto zdobył srebrny medal w dwójkach podwójnych na mistrzostwach świata w Monachium (1981). 
Z zawodu był strażakiem. Wcześniej trzykrotnie na najwyższym stopniu podium w skiffie stanął jedynie Wiaczesław Iwanow z ZSRR. 
Po zakończeniu kariery został działaczem sportowym i trenerem wioślarstwa. Pracował w macierzystym klubie Nesteen Soutajat. 
Oznaczony Wielkim Krzyżem Zasługi Sportowej w 2015, a trzy lata wcześniej został wprowadzony do Fińskiej Galerii Sław Sportu. 
Jego brat, Reima Karppinen, także był wioślarzem.